# Justin & Christina
Justin & Christina è un EP dei cantanti americani Christina Aguilera e Justin Timberlake. L'album, pubblicato nel 2003, è servito per la promozione del tour unificato di 45 date dei due artisti chiamato Justified & Stripped Tour.
L'album contiene i remix dei grandi successi di Aguilera e Timberlake, più due inediti; That's What Love Can Do di Aguilera e Why, When, How di Timberlake.
Riguardo all'uscita e alla vendita del disco, Aguilera ha detto: «Sono così felice che il nostro CD sia disponibile nei negozi per tutti i nostri fan che non possono venire ai nostri concerti o che vogliono soltanto un po' più della nostra musica».

## Tracce
1. That's What Love Can Do – 3:44 (Christina Aguilera, Glen Ballard)
2. Why, When, How – 4:01 (Justin Timberlake, Antonio Dixon, Anthony Nance)
3. Beautiful (Valentin Club Mix) – 5:56 (Linda Perry)
4. Rock Your Body (Paul Oakenfold Mix) – 5:38 (Justin Timberlake, Chad Hugo, Pharrell Williams)
5. Fighter (Hellraiser Remix) – 5:13 (Christina Aguilera, Scott Storch)
6. Cry Me a River (Bill Hamel Justinough Vocal Mix) – 7:44 (Justin Timberlake, Timothy Mosley, Scott Storch)

Note